# Jack Lang (Australisch politicus)
John Thomas Jack Lang (Sydney, 21 december 1876 - aldaar, 27 september 1975) was een Australisch politicus en gedurende twee termijnen de 23ste premier van de staat New South Wales.
Hij was als premier actief van 1925 tot 1927 en van 1930 tot 1932. Als lid van de Australian Labor Party verdedigde hij sterk de belangen van de arbeiders en sociaal zwakkeren in New South Wales ten tijde van de grote depressie.
Op 19 maart 1932 verklaarde hij de Sydney Harbour Bridge voor geopend, een eer die hij zichzelf voorbehield en niet zoals gebruikelijk overliet aan de gouverneur als vertegenwoordiger van de koningin. Bij deze inhuldiging hield hij een van zijn opgemerkte speeches, waarbij hij de voltooiing van dit infrastructuurproject vergeleek met de geschiedenis, ontwikkeling en dromen van de Australische natie en zijn volk.
Lang was gehuwd, vader van negen kinderen en overleed op 98-jarige leeftijd.
- Australian Dictionary of Biography: lang-john-thomas-jack-7027
- Gemeinsame Normdatei: 131996274
- International Standard Name Identifier: 0000 0000 8262 5979
- Library of Congress Control Number: n82154609
- Nationale Bibliotheek van Israël: 987009748158505171
- SNAC: w6sn0n3q
- Système universitaire de documentation: 111491150
- Trove: 614353
- Virtual International Authority File: 72541025
- WorldCat: E39PBJwhFbwgcrT3gfRtxK6qcP